# Alice Coltrane
Alice Coltrane (Detroit, Michigan, 1937. augusztus 27. – Los Angeles, Kalifornia, 2007. január 12.) amerikai dzsesszénekes, zongorista, orgonista, hárfás, zeneszerző.
Detroitban született. Gyermekkorában klasszikus zenét tanult, és Bud Powellhez járt zongoraórákra. Hivatásszerűen saját triójával kezdett jazzt játszani, s ezen kívül a vibrafonos Terry Pollarddal duóban is zenélt. 1952 és 1963 között Terry Gibbs kvartettjében zenélt. Ekkor ismerkedett meg John Coltrane-nel. McCoy Tyner után az ő zenekarában zongorázott (1965 és halála, 1967 között). 1966-ban házasodtak össze. Azon kívül, hogy ő lett Alice lányának, Michelle-nek a mostohaapja, még három gyerekük született: a későbbi dobos John Jr., és a szaxofonos Oran és Ravi. John az 1980-as évek elején autóbalesetben meghalt.
Férje halála után megint saját zenekarával dolgozott, ahol már gyerekei is beszálltak. Ő volt a kevés hárfás egyike a jazz történetében. Az 1970-es évek elején, mikor átment egy keleti egyházba, nevét Swamini Turiyasangitanandára változtatta. Ennek ellenére a továbbiakban is születési nevén tartotta koncertjeit.

## Albumai
- A Monastic Trio (1967–68)
- Huntington Ashram Monastery (1969)
- Ptah, the El Daoud (1970)
- Journey in Satchidananda (1970)
- Astral Meditations (1966–71)
- Universal Consciousness (1972)
- World Galaxy (1972)
- Lord of Lords (1972)
- John Coltrane: Infinity (1973)
- Reflection on Creation and Space (A Five Year View) (1973)
- The Elements (1973; with Joe Henderson)
- Illuminations (1974; with Carlos Santana)
- Radha-Krisna Nama Sankirtana (1976)
- Transcendence (1977)
- Transfiguration (1978)
- Divine Songs (1987)
- Translinear Light (2004; with Ravi Coltrane)